# Jean de Latre
Jean de Latre, ou Joannes de Latre ou Delatre ou Delattre (aussi surnommé Petit Jean), né en Flandre ou à Liège vers 1505, mort à Utrecht le 31 août 1569, est un maître de chapelle et compositeur de l'école dite franco-flamande.

## Biographie
La première trace de Jean de Latre se trouve dans les livres de comptes de la collégiale Saint-Jean l'Évangéliste de Liège, où il est maître de chant de 1538 à 1539,. En 1544, De Latre devient succentor de l'église Saint-Martin à Liège, et ce jusqu'en 1565. On compte notamment parmi ses élèves le compositeur Johannes Mangon. Vers 1550, il est nommé maître de chapelle du prince-évêque de Liège Georges d'Autriche, poste qu’il occupera jusqu'en 1557. En 1563, il devient archimusicus du chœur d'Amersfoort. Un an plus tard, il reprend son poste à l’église Saint-Martin de Liège, où il fut licencié en 1565. Ensuite, De Latre demeure à Utrecht, où il remplit l'office de chanoine des églises de Saint-Jean et Buur, et où il exerce la profession de musicien. Il y reste jusqu'à sa mort le 31 août 1569.

## Œuvre
Parmi les œuvres vocales conservées, on compte 25 lamentations polyphoniques et 30 chansons profanes à quatre voix.
Aux côtés de Pierre de Rocourt et de Jean Guyot de Châtelet, De Latre contribue à l'essor du répertoire de la chanson sur le territoire de la principauté de Liège. En effet, grâce au mécénat du prince-évêque Georges d'Autriche, la chanson à Liège connait un développement bref mais inédit. 
Un recueil de chansons assez singulier est paru en 1563 à Düsseldorf chez Johannes Oridryus (l'ancien recteur de l'École latine d'Amersfoort) et Albertus Buysius, sous le titre Cantionum musicarum quae diversis vocibus diversoque diomate gallico et teutonico ombnibus instrumentis musicis attemperatae sunt, liber unus nunc primum in lucem editus. L'ouvrage, dont le titre indique qu'il s'agit d'un premier opus (dont on ne connaît par ailleurs qu'un exemplaire incomplet), comprend des chansons profanes en français et en néerlandais, des chants de Noël dans cette dernière langue et une chanson à boire dans un mélange de néerlandais et de latin. Le recueil est dédié à Guillaume d'Orange.
Voici un exemple d'une chanson macaronique, en néerlandais et en français, de de Latre sur un texte de Conradius Sylvius : 
| Prenez plaisir ghij gheesten amoreus (paroles de Conradius Sylvius) |
| --- |
| Prenez plaisir ghij gheesten amoreus, En zouckt den keest [=le noyau] d'amyable [sic] musicque. Touchez la bien weest ock coragieus, Is teerste swaer s'amendra par praticque, Joye chercez want die verhuecht den man. Amersfort plaisant ne sois melancholique, Ne vous fauldra te dienen Petit Jan. Doulceur cherchant in al sijn fantasie, Een melodie faisant a six a quatre. Laissant le dur gheesst goede harmonije, Als wel geleert de soy en chant esbatre. Tousiours dehait geheel van herten blije, Rustich int werck & non opiniastre. Es recht den gheest de Petit Jan de Latre. |

### Sur la vie de Petit Jean de Latre
- Catherine Hérault, Jean de Latre (1505-1569) : De l'ombre à la lumière..., Saint-Maixent-l’École, Edi'lybris, coll. « Découvertes », 2021, 245 p. (ISBN 978-2-36344-043-3, BNF 46822519)
- Simon Groot, « Petit Jan de Latre in Amersfoort: A new look at his biography », Tijdschrift van de Koninklijke Vereniging voor Nederlandse Muziekgeschiedenis, vol. 63, n° 1/2, 2013, pp. 65-85.
- Peter Ilgen, « Petit Jean de Latre († 1569) – Zu einem Notenfund in der Gaesdoncker Klosterbibliothek », Gaesdoncker Blätter, no. 34, 1981, pp. 50-73.
- François Lesure, « Petit Jehan de Lattre († 1569) et Claude Petit Jehan († 1589) », Jozef Robijns (éd.), Renaissance-Muziek 1400-1600 : Donum Natalicium René Bernard Lenaerts, Louvain, 1969, pp. 155-156.
- José Quitin, « À propos de trois musiciens liégeois du 16e siècle : Petit Jean de Latre, Johannes Mangon et Mathieu de Sayve », Heinrich Hüschen (éd.), Musicae Scientiae Collectanea. Festschrift Karl Gustav Fellerer, Cologne, Arno Volk, 1973, pp. 451-462.
- José Quitin, « Petit Jean de Latre. Maître de chapelle de Georges d’Autriche, prince-évêque de Liège », Bulletin d’information de la vie musicale belge, n°4, 1974, pp. 1-4.
- José Quitin et Henri Vanhulst, « Petit Jean de Latre », dans Grove Music Online [en ligne], 2001, disponible sur www.oxfordmusiconline.com.
- Johannes Van der Vliet, « Jean Petit de Latre », Tijdschrift der Vereeninging voor Noord-Nederlands Muziekgeschiedenis, vol. 5, no. 2, 1896, pp. 143-145.

### Sur son œuvre
- Hyacinthe Belliot, Les Lamentations de Jérémie de Petit Jean de Latre. Étude critique, Mémoire de master en Musicologie, Université François-Rabelais de Tours, 2007.
- Jehan de Latre, José Quitin (éd.), « Sixième Livre des Chansons à quatre parties nouvellement composez et mises en musique par Maistre Jehan de Latre, Maistre de la chapelle du Révérendiss. Evesque de Liège. etc. convenables tant aux instrumentz comme à la voix », dans Société liégeoise de musicologie, fascicule 9, Werbomont, octobre 1988.
- Catherine Hérault, Contribution à une édition critique de l’œuvre de Petit Jean de Latre. Catalogue, transcription, analyse, Mémoire de DEA, Université François-Rabelais de Tours, 1995.
- Romane Massart, Le prince, le maître de chapelle et la chanson. Contribution à l'histoire de la chanson à Liège au XVIe siècle sous Georges d'Autriche à travers l'édition critique du "Sixiesme livre des chansons a quatre parties" (1555) de Petit Jean de Latre[7], mémoire de master en Histoire de l'art et archéologie, orientation musicologie, dir. Émilie Corswarem, Université de Liège, 2020-2021.
- José Quitin, « À propos de notre supplément musical - La jeune dame, chanson à quatre voix de Petit Jean de Latre », Bulletin de la Société liégeoise de Musicologie, n° 38, juillet 1982, pp. 29-30.
- José Quitin, « Resveille toy et Comme la rose, deux chansons de Petit Jean de Latre (c.1510-1569) », Bulletin de la Société liégeoise de Musicologie, n° 3, mars 1973, pp. 12-13.
- Henri Vanhulst, « La fricassée de Jean de Latre (1564) », Revue belge de Musicologie, vol. 47, 1993, pp. 81-90.

### Sur la chanson à Liège au XVIesiècle
- Émilie Corswarem, « La chanson à Liège au XVIe siècle », Marie-Alexis Colin (éd.), French Renaissance Music and Beyond : Studies in Memory of Frank Dobbins, Turnhout, Brepols, 2018, pp. 125-140.
- Philippe Vendrix, « Au carrefour des influences : la chansons française dans la Principauté de Liège au XVIe siècle », Revue de la Société liégeoise de Musicologie, numéro 86, septembre 1994, pp. 14-20.

### Sur la musique dans les anciens Pays-Bas
- (nl) Jan Willem Bonda, De meerstemmige Nederlandse liederen van de vijftiende en zestiende eeuw, Hilversum, Éd. Verloren, 1996  (ISBN 90-6550-545-8).